# Groupe B des éliminatoires du Championnat d'Europe de football 2016
Navigation
Groupe A Groupe C
Cet article donne le calendrier, les résultats des matches ainsi que le classement du groupe B des éliminatoires de l'Euro 2016.

## Classement
| Rang | Équipe             | Pts | J  | G | N | P  | Bp | Bc | Diff |  | Résultats (▼ dom., ► ext.) |     |     |     |     |     |     |
| ---- | ------------------ | --- | -- | - | - | -- | -- | -- | ---- |  | -------------------------- | --- | --- | --- | --- | --- | --- |
| 1    | Belgique           | 23  | 10 | 7 | 2 | 1  | 24 | 5  | +19  |  | Belgique                   |     | 0-0 | 3-1 | 3-1 | 5-0 | 6-0 |
| 2    | Pays de Galles     | 21  | 10 | 6 | 3 | 1  | 11 | 4  | +7   |  | Pays de Galles             | 1-0 |     | 0-0 | 0-0 | 2-1 | 2-0 |
| 3    | Bosnie-Herzégovine | 17  | 10 | 5 | 2 | 3  | 17 | 12 | +5   |  | Bosnie-Herzégovine         | 1-1 | 2-0 |     | 3-1 | 1-2 | 3-0 |
| 4    | Israël             | 13  | 10 | 4 | 1 | 5  | 16 | 14 | +2   |  | Israël                     | 0-1 | 0-3 | 3-0 |     | 1-2 | 4-0 |
| 5    | Chypre             | 12  | 10 | 4 | 0 | 6  | 16 | 17 | -1   |  | Chypre                     | 0-1 | 0-1 | 2-3 | 1-2 |     | 5-0 |
| 6    | Andorre            | 0   | 10 | 0 | 0 | 10 | 4  | 36 | -32  |  | Andorre                    | 1-4 | 1-2 | 0-3 | 1-4 | 1-3 |     |

- Andorre est éliminé depuis le 3 septembre 2015 à la suite de sa défaite (4-0) en Israël conjuguée à la victoire de la Belgique (3-1) face à la Bosnie-Herzégovine.
- La Belgique et le Pays de Galles se qualifient pour l'Euro 2016 de football à la suite et malgré leur victoire et défaite (1-4) et (2-0) en Andorre et en Bosnie-Herzégovine, le 10 octobre 2015.
- Chypre et Israël sont éliminés à la suite de leur défaite (2-3) et (3-1) face à la Bosnie-Herzégovine et en Belgique, l'adversaire de Chypre (la Bosnie-Herzégovine) termine troisième du groupe et joue les barrages et l'adversaire d'Israël (la Belgique) termine premier du groupe, le 13 octobre 2015.
- Le Pays de Galles termine deuxième à la suite de sa victoire (2-0) face à Andorre, le 13 octobre 2015.

## Résultats et calendrier
| 1re journée                | Andorre        | 1 – 2   | Pays de Galles | Estadi Nacional, Andorre-la-Vieille           |                                               |
| 9 septembre 2014 20h45 HEC | Lima 6e (pen.) | (1 - 1) | 22e 81e Bale   | Spectateurs : 3 150 Arbitrage : Slavko Vinčić | Spectateurs : 3 150 Arbitrage : Slavko Vinčić |
| 9 septembre 2014 20h45 HEC | Rapport        |         |                | Spectateurs : 3 150 Arbitrage : Slavko Vinčić | Spectateurs : 3 150 Arbitrage : Slavko Vinčić |

|           | Bosnie-Herzégovine | 1 – 2   | Chypre            | Stade Bilino Polje, Zenica                         |                                                    |
| 20h45 HEC | Ibišević 6e        | (1 - 1) | 45e 73e Christofí | Spectateurs : 12 100 Arbitrage : Yevhen Aranovskiy | Spectateurs : 12 100 Arbitrage : Yevhen Aranovskiy |
| 20h45 HEC | Rapport            |         |                   | Spectateurs : 12 100 Arbitrage : Yevhen Aranovskiy | Spectateurs : 12 100 Arbitrage : Yevhen Aranovskiy |

| 31 mars 2015 | Israël  | 0 – 1   | Belgique    | Teddy Kollek Memorial Stadium, Jérusalem          |                                                   |
| 20h45 HEC    |         | (0 - 1) | 9e Fellaini | Spectateurs : 29 750 Arbitrage : Mark Clattenburg | Spectateurs : 29 750 Arbitrage : Mark Clattenburg |
| 20h45 HEC    | Rapport |         |             | Spectateurs : 29 750 Arbitrage : Mark Clattenburg | Spectateurs : 29 750 Arbitrage : Mark Clattenburg |

| 2e journée                | Belgique                                                            | 6 – 0   | Andorre | Stade Roi-Baudouin, Bruxelles                 |                                               |
| 10 octobre 2014 20h45 HEC | De Bruyne 31e (pen.) 34e · Chadli 37e · Origi 59e · Mertens 65e 68e | (3 - 0) |         | Spectateurs : 45 459 Arbitrage : Serhiy Boiko | Spectateurs : 45 459 Arbitrage : Serhiy Boiko |
| 10 octobre 2014 20h45 HEC | Rapport                                                             |         |         | Spectateurs : 45 459 Arbitrage : Serhiy Boiko | Spectateurs : 45 459 Arbitrage : Serhiy Boiko |

|           | Chypre       | 1 – 2   | Israël                    | Stade GSP, Strovolos                            |                                                 |
| 20h45 HEC | Makridís 67e | (0 - 2) | 38e Damari · 45e Ben Haim | Spectateurs : 19 164 Arbitrage : Daniele Orsato | Spectateurs : 19 164 Arbitrage : Daniele Orsato |
| 20h45 HEC | Rapport      |         |                           | Spectateurs : 19 164 Arbitrage : Daniele Orsato | Spectateurs : 19 164 Arbitrage : Daniele Orsato |

|           | Pays de Galles | 0 – 0   | Bosnie-Herzégovine | Cardiff City Stadium, Cardiff                         |                                                       |
| 20h45 HEC |                | (0 - 0) |                    | Spectateurs : 30 741 Arbitrage : Vladislav Bezborodov | Spectateurs : 30 741 Arbitrage : Vladislav Bezborodov |
| 20h45 HEC | Rapport        |         |                    | Spectateurs : 30 741 Arbitrage : Vladislav Bezborodov | Spectateurs : 30 741 Arbitrage : Vladislav Bezborodov |

| 3e journée                | Andorre         | 1 – 4   | Israël                                 | Estadi Nacional, Andorre-la-Vieille            |                                                |
| 13 octobre 2014 20h45 HEC | Lima 15e (pen.) | (1 - 2) | 3e 41e 82e Damari · 90+6e (pen.) Hemed | Spectateurs : 2 032 Arbitrage : Cristian Balaj | Spectateurs : 2 032 Arbitrage : Cristian Balaj |
| 13 octobre 2014 20h45 HEC | Rapport         |         |                                        | Spectateurs : 2 032 Arbitrage : Cristian Balaj | Spectateurs : 2 032 Arbitrage : Cristian Balaj |

|           | Bosnie-Herzégovine | 1 – 1   | Belgique       | Stade Bilino Polje, Zenica                  |                                             |
| 20h45 HEC | Džeko 28e          | (1 - 0) | 51e Nainggolan | Spectateurs : 12 070 Arbitrage : Luca Banti | Spectateurs : 12 070 Arbitrage : Luca Banti |
| 20h45 HEC | Rapport            |         |                | Spectateurs : 12 070 Arbitrage : Luca Banti | Spectateurs : 12 070 Arbitrage : Luca Banti |

|           | Pays de Galles                  | 2 – 1   | Chypre    | Cardiff City Stadium, Cardiff                 |                                               |
| 20h45 HEC | Cotterill 13e · Robson-Kanu 23e | (2 - 1) | 36e Laban | Spectateurs : 21 273 Arbitrage : Manuel Gräfe | Spectateurs : 21 273 Arbitrage : Manuel Gräfe |
| 20h45 HEC | Rapport                         |         |           | Spectateurs : 21 273 Arbitrage : Manuel Gräfe | Spectateurs : 21 273 Arbitrage : Manuel Gräfe |

| 4e journée                 | Belgique | 0 – 0   | Pays de Galles | Stade Roi-Baudouin, Bruxelles                   |                                                 |
| 16 novembre 2014 18h00 HEC |          | (0 - 0) |                | Spectateurs : 41 535 Arbitrage : Pavel Královec | Spectateurs : 41 535 Arbitrage : Pavel Královec |
| 16 novembre 2014 18h00 HEC | Rapport  |         |                | Spectateurs : 41 535 Arbitrage : Pavel Královec | Spectateurs : 41 535 Arbitrage : Pavel Královec |

|           | Chypre                                               | 5 – 0   | Andorre | Stade GSP, Strovolos                             |                                                  |
| 18h00 HEC | Merkis 9e · Efrem 31e 42e 60e · Christofí 87e (pen.) | (3 - 0) |         | Spectateurs : 6 078 Arbitrage : Mark Clattenburg | Spectateurs : 6 078 Arbitrage : Mark Clattenburg |
| 18h00 HEC | Rapport                                              |         |         | Spectateurs : 6 078 Arbitrage : Mark Clattenburg | Spectateurs : 6 078 Arbitrage : Mark Clattenburg |

|           | Israël                                 | 3 – 0   | Bosnie-Herzégovine | Stade Sammy Ofer, Haïfa                              |                                                      |
| 20h45 HEC | Vermouth 36e · Damari 45e · Zahavi 70e | (2 - 0) |                    | Spectateurs : 28 300 Arbitrage : Antonio Mateu Lahoz | Spectateurs : 28 300 Arbitrage : Antonio Mateu Lahoz |
| 20h45 HEC | Rapport                                |         |                    | Spectateurs : 28 300 Arbitrage : Antonio Mateu Lahoz | Spectateurs : 28 300 Arbitrage : Antonio Mateu Lahoz |

| 5e journée             | Israël  | 0 – 3   | Pays de Galles              | Stade Sammy Ofer, Haïfa                        |                                                |
| 28 mars 2015 18h00 HEC |         | (0 - 1) | 45+1e Ramsey · 50e 77e Bale | Spectateurs : 30 200 Arbitrage : Milorad Mažić | Spectateurs : 30 200 Arbitrage : Milorad Mažić |
| 28 mars 2015 18h00 HEC | Rapport |         |                             | Spectateurs : 30 200 Arbitrage : Milorad Mažić | Spectateurs : 30 200 Arbitrage : Milorad Mažić |

|           | Andorre | 0 – 3   | Bosnie-Herzégovine | Estadi Nacional, Andorre-la-Vieille        |                                            |
| 20h45 HEC |         | (0 - 1) | 13e 49e 62e Džeko  | Spectateurs : 2 498 Arbitrage : István Vad | Spectateurs : 2 498 Arbitrage : István Vad |
| 20h45 HEC | Rapport |         |                    | Spectateurs : 2 498 Arbitrage : István Vad | Spectateurs : 2 498 Arbitrage : István Vad |

|           | Belgique                                                    | 5 – 0   | Chypre | Stade Roi Baudouin, Bruxelles                   |                                                 |
| 20h45 HEC | Fellaini 21e 66e · Benteke 35e · Hazard 67e · Batshuayi 80e | (2 - 0) |        | Spectateurs : 45 213 Arbitrage : Ovidiu Haţegan | Spectateurs : 45 213 Arbitrage : Ovidiu Haţegan |
| 20h45 HEC | Rapport                                                     |         |        | Spectateurs : 45 213 Arbitrage : Ovidiu Haţegan | Spectateurs : 45 213 Arbitrage : Ovidiu Haţegan |

| 6e journée             | Andorre         | 1 – 3   | Chypre              | Estadi Nacional, Andorre-la-Vieille         |                                             |
| 12 juin 2015 20h45 HEC | Júnior 2e (csc) | (1 - 2) | 13e 45e 53e Mytidis | Spectateurs : 1 054 Arbitrage : Tobias Welz | Spectateurs : 1 054 Arbitrage : Tobias Welz |
| 12 juin 2015 20h45 HEC | Rapport         |         |                     | Spectateurs : 1 054 Arbitrage : Tobias Welz | Spectateurs : 1 054 Arbitrage : Tobias Welz |

|           | Bosnie-Herzégovine                 | 3 – 1   | Israël       | Stade Bilino Polje, Zenica                    |                                               |
| 20h45 HEC | Višća 42e 75e · Džeko 45+2e (pen.) | (2 - 1) | 41e Ben Haim | Spectateurs : 12 100 Arbitrage : Ruddy Buquet | Spectateurs : 12 100 Arbitrage : Ruddy Buquet |
| 20h45 HEC | Rapport                            |         |              | Spectateurs : 12 100 Arbitrage : Ruddy Buquet | Spectateurs : 12 100 Arbitrage : Ruddy Buquet |

|           | Pays de Galles | 1 – 0   | Belgique | Cardiff City Stadium, Cardiff                |                                              |
| 20h45 HEC | Bale 25e       | (1 - 0) |          | Spectateurs : 33 280 Arbitrage : Felix Brych | Spectateurs : 33 280 Arbitrage : Felix Brych |
| 20h45 HEC | Rapport        |         |          | Spectateurs : 33 280 Arbitrage : Felix Brych | Spectateurs : 33 280 Arbitrage : Felix Brych |

| 7e journée                 | Belgique                                         | 3 – 1   | Bosnie-Herzégovine | Stade Roi Baudouin, Bruxelles                    |                                                  |
| 3 septembre 2015 20h45 HEC | Fellaini 23e · De Bruyne 44e · Hazard 78e (pen.) | (2 - 1) | 15e Džeko          | Spectateurs : 42 975 Arbitrage : Manuel De Sousa | Spectateurs : 42 975 Arbitrage : Manuel De Sousa |
| 3 septembre 2015 20h45 HEC | Rapport                                          |         |                    | Spectateurs : 42 975 Arbitrage : Manuel De Sousa | Spectateurs : 42 975 Arbitrage : Manuel De Sousa |

|           | Chypre  | 0 – 1   | Pays de Galles | Stade GSP, Strovolos                              |                                                   |
| 20h45 HEC |         | (0 - 0) | 82e Bale       | Spectateurs : 14 492 Arbitrage : Szymon Marciniak | Spectateurs : 14 492 Arbitrage : Szymon Marciniak |
| 20h45 HEC | Rapport |         |                | Spectateurs : 14 492 Arbitrage : Szymon Marciniak | Spectateurs : 14 492 Arbitrage : Szymon Marciniak |

|           | Israël                                                | 4 – 0   | Andorre | Stade Sammy Ofer, Haïfa                       |                                               |
| 20h45 HEC | Zahavi 3e · Biton 22e · Hemed 26e (pen.) · Dabbur 38e | (4 - 0) |         | Spectateurs : 22 650 Arbitrage : Tamás Bognár | Spectateurs : 22 650 Arbitrage : Tamás Bognár |
| 20h45 HEC | Rapport                                               |         |         | Spectateurs : 22 650 Arbitrage : Tamás Bognár | Spectateurs : 22 650 Arbitrage : Tamás Bognár |

| 8e journée                 | Pays de Galles | 0 – 0   | Israël | Cardiff City Stadium, Cardiff               |                                             |
| 6 septembre 2015 18h00 HEC |                | (0 - 0) |        | Spectateurs : 32 653 Arbitrage : Ivan Bebek | Spectateurs : 32 653 Arbitrage : Ivan Bebek |
| 6 septembre 2015 18h00 HEC | Rapport        |         |        | Spectateurs : 32 653 Arbitrage : Ivan Bebek | Spectateurs : 32 653 Arbitrage : Ivan Bebek |

|           | Bosnie-Herzégovine                   | 3 – 0   | Andorre | Stade Bilino Polje, Zenica                    |                                               |
| 20h45 HEC | Bičakčić 14e · Džeko 30e · Lulić 45e | (3 - 0) |         | Spectateurs : 6 830 Arbitrage : Arnold Hunter | Spectateurs : 6 830 Arbitrage : Arnold Hunter |
| 20h45 HEC | Rapport                              |         |         | Spectateurs : 6 830 Arbitrage : Arnold Hunter | Spectateurs : 6 830 Arbitrage : Arnold Hunter |

|           | Chypre  | 0 – 1   | Belgique   | Stade GSP, Strovolos                                  |                                                       |
| 20h45 HEC |         | (0 - 0) | 86e Hazard | Spectateurs : 11 866 Arbitrage : Vladislav Bezborodov | Spectateurs : 11 866 Arbitrage : Vladislav Bezborodov |
| 20h45 HEC | Rapport |         |            | Spectateurs : 11 866 Arbitrage : Vladislav Bezborodov | Spectateurs : 11 866 Arbitrage : Vladislav Bezborodov |

| 9e journée                | Andorre         | 1 – 4   | Belgique                                                          | Estadi Nacional, Andorre-la-Vieille |                       |
| 10 octobre 2015 20h45 HEC | Lima 53e (pen.) | (0 - 2) | 19e Nainggolan · 42e De Bruyne · 56e (pen.) Hazard · 64e Depoitre | Arbitrage : Paweł Gil               | Arbitrage : Paweł Gil |
| 10 octobre 2015 20h45 HEC | Rapport         |         |                                                                   | Arbitrage : Paweł Gil               | Arbitrage : Paweł Gil |

|           | Bosnie-Herzégovine       | 2 – 0   | Pays de Galles | Stade Bilino Polje, Zenica           |                                      |
| 20h45 HEC | Đurić 71e · Ibišević 90e | (0 - 0) |                | Arbitrage : Alberto Undiano Mallenco | Arbitrage : Alberto Undiano Mallenco |
| 20h45 HEC | Rapport                  |         |                | Arbitrage : Alberto Undiano Mallenco | Arbitrage : Alberto Undiano Mallenco |

|           | Israël    | 1 – 2   | Chypre                     | Teddy Kollek Memorial Stadium, Jérusalem |                             |
| 20h45 HEC | Biton 76e | (0 - 0) | 58e Júnior · 80e Demetríou | Arbitrage : Manuel De Sousa              | Arbitrage : Manuel De Sousa |
| 20h45 HEC | Rapport   |         |                            | Arbitrage : Manuel De Sousa              | Arbitrage : Manuel De Sousa |

| 10e journée               | Belgique                                 | 3 – 1   | Israël    | Stade Roi-Baudouin, Bruxelles  |                                |
| 13 octobre 2015 20h45 HEC | Mertens 64e · De Bruyne 78e · Hazard 84e | (0 - 0) | 88e Hemed | Arbitrage : Tasos Sidiropoulos | Arbitrage : Tasos Sidiropoulos |
| 13 octobre 2015 20h45 HEC | Rapport                                  |         |           | Arbitrage : Tasos Sidiropoulos | Arbitrage : Tasos Sidiropoulos |

|           | Chypre                          | 2 – 3   | Bosnie-Herzégovine             | Stade GSP, Strovolos       |                            |
| 20h45 HEC | Charalambidis 32e · Mitidis 41e | (2 - 2) | 13e 44e Medunjanin · 67e Đurić | Arbitrage : Anthony Taylor | Arbitrage : Anthony Taylor |
| 20h45 HEC | Rapport                         |         |                                | Arbitrage : Anthony Taylor | Arbitrage : Anthony Taylor |

|           | Pays de Galles        | 2 – 0   | Andorre | Cardiff City Stadium, Cardiff |                        |
| 20h45 HEC | Ramsey 50e · Bale 86e | (0 - 0) |         | Arbitrage : Kevin Blom        | Arbitrage : Kevin Blom |
| 20h45 HEC | Rapport               |         |         | Arbitrage : Kevin Blom        | Arbitrage : Kevin Blom |

## Buteurs
| Pos | Joueur                | Pays               | Buts |
| --- | --------------------- | ------------------ | ---- |
| 1   | Edin Džeko            | Bosnie-Herzégovine | 7    |
| 2   | Gareth Bale           | Pays de Galles     | 6    |
| 3   | Omer Damari           | Israël             | 5    |
| 3   | Eden Hazard           | Belgique           | 5    |
| 3   | Kevin De Bruyne       | Belgique           | 5    |
| 4   | Marouane Fellaini     | Belgique           | 4    |
| 5   | Dries Mertens         | Belgique           | 3    |
| 5   | Demétris Christofí    | Chypre             | 3    |
| 5   | Georgios Efrem        | Chypre             | 3    |
| 5   | Nestoras Mitidis      | Chypre             | 3    |
| 5   | Ildefons Lima         | Andorre            | 3    |
| 10  | Radja Nainggolan      | Belgique           | 2    |
| 10  | Edin Višća            | Bosnie-Herzégovine | 2    |
| 10  | Tal Ben Haim II       | Israël             | 2    |
| 10  | Tomer Hemed           | Israël             | 2    |
| 10  | Eran Zahavi           | Israël             | 2    |
| 16  | Michy Batshuayi       | Belgique           | 1    |
| 16  | Christian Benteke     | Belgique           | 1    |
| 16  | Nacer Chadli          | Belgique           | 1    |
| 16  | Laurent Depoitre      | Belgique           | 1    |
| 16  | Divock Origi          | Belgique           | 1    |
| 16  | Ermin Bičakčić        | Bosnie-Herzégovine | 1    |
| 16  | Vedad Ibišević        | Bosnie-Herzégovine | 1    |
| 16  | Senad Lulić           | Bosnie-Herzégovine | 1    |
| 16  | Vincent Laban         | Chypre             | 1    |
| 16  | Constantinos Makrides | Chypre             | 1    |
| 16  | Giorgos Merkis        | Chypre             | 1    |
| 16  | Nir Biton             | Israël             | 1    |
| 16  | Moanes Dabour         | Israël             | 1    |
| 16  | Gil Vermouth          | Israël             | 1    |
| 16  | David Cotterill       | Pays de Galles     | 1    |
| 16  | Aaron Ramsey          | Pays de Galles     | 1    |
| 16  | Hal Robson-Kanu       | Pays de Galles     | 1    |

### Buts contre son camp
| Joueur       | Pays                  | Buts csc |
| ------------ | --------------------- | -------- |
| Dossa Júnior | Chypre (pour Andorre) | 1        |

## Passeurs
| Pos | Joueur                | Pays           | Passes |
| --- | --------------------- | -------------- | ------ |
| 1   | Demétris Christofí    | Chypre         | 3      |
| 2   | Gareth Bale           | Pays de Galles | 2      |
| 2   | Tal Ben Haim          | Israël         | 2      |
| 4   | Kevin De Bruyne       | Belgique       | 1      |
| 4   | Eden Hazard           | Belgique       | 1      |
| 4   | Radja Nainggolan      | Belgique       | 1      |
| 4   | Divock Origi          | Belgique       | 1      |
| 4   | Dries Mertens         | Belgique       | 1      |
| 4   | George Efrem          | Chypre         | 1      |
| 4   | Konstantínos Makridís | Chypre         | 1      |
| 4   | Nestor Mytidis        | Chypre         | 1      |
| 4   | Omer Damari           | Israël         | 1      |
| 4   | Gil Vermouth          | Israël         | 1      |
| 4   | Eran Zahavi           | Israël         | 1      |
| 4   | Aaron Ramsey          | Pays de Galles | 1      |